# 八木昌子
八木 昌子（やぎ まさこ、1938年〈昭和13年〉9月2日 - 2015年〈平成27年〉9月13日）は、日本の女優。本名は林 昌子。東京府出身。青山学院中等部・高等部卒業。青山学院大学中退。文学座に所属していた。父は劇作家の八木隆一郎。

## 人物
1961年に俳優座養成所第10期卒業、文学座に入座。1962年に森本薫の「女の一生」で初舞台。1964年に座員となる。
映画は1965年「悦楽」でデビュー。以後、舞台、映画、テレビドラマと、堅実な演技で準主役や脇役で活躍する。
2015年9月13日午後0時49分、誤嚥性肺炎のため都内の病院で死去。77歳没。

## 出演

### 映画
- 悦楽（1965年）
- かあちゃんと11人の子ども (1966年)
- エロス+虐殺（1970年）
- 八月の濡れた砂（1971年）
- 戒厳令（1973年）
- 化石の森（1973年）
- 四年三組のはた（1976年） - ゆう子の母
- 泥の河（1981年）
- 駅 STATION（1981年）
- 男はつらいよ 口笛を吹く寅次郎（1983年）
- 時代屋の女房2（1985年）
- 火まつり（1985年） - 達男の姉
- 紳士同盟（1986年） - 春日綾乃
- 男はつらいよ 拝啓車寅次郎様（1994年） - 菜穂の母
- 釣りバカ日誌　スペシャル（1994年）-　佐々木課長の妻
- 虹をつかむ男 南国奮斗篇（1997年） - 祝文子

### テレビドラマ
- 孤独の賭け（1963年、NET）
- 幕末（1964年、TBS）
- ポーラ名作劇場 / いのちある日を（1965年、NET）
- 新選組血風録 第8話「長州の間者」（1965年、NET）
- 赤い殺意（1966年、TBS） - 高橋貞子
- ザ・ガードマン（TBS / 大映テレビ室）
  - 第114話「富士山への追跡」（1967年）
  - 第132話「二億円の賭け」（1967年）
  - 第154話「吹雪の中の殺人者」（1968年）
  - 第183話「死の山に消えた現金」（1968年）
- 三匹の侍 第5シリーズ 第11話「罠」（1967年、CX） - おしの
- 風 第13話「絵姿五人小町」（1968年、TBS）
- 大河ドラマ（NHK）
  - 竜馬がゆく（1968年） - 栄
  - 風と雲と虹と（1976年） - 回想の母
  - おんな太閤記（1981年） - はる
  - 春の波涛（1985年） - 松子（小山花子）
  - 翔ぶが如く（1990年） - 大久保福
- 銭形平次 第110話「紅い扱帯」（1968年、CX） - お半
- 特別機動捜査隊 第369話「晩秋の女」（1968年、NET）
- ポーラテレビ小説 （TBS）
  - パンとあこがれ（1969年）
  - からっ風と涙（1979年） - 上原紀代
- 俺は用心棒2（1969年、NET）
  - 第11話「枇杷の実る宿」
  - 第22話「ひぐらしの鳴く町」
- 鞍馬天狗（1969年 - 1970年、NHK）
- 鬼平犯科帳（NET / 東宝）
  - 第1シリーズ 第48話「密通」（1970年） - お米
  - 第2シリーズ 第26話「はさみ撃ち」（1972年） - おもん
- 徳川おんな絵巻 第15話「幻の姦通」、第16話「愛と野望と」（1971年、KTV）
- 恋愛術入門 第22話「ブランコから落ちた恋」（1971年3月21日、TBS / 国際放映） - 村石静江
- 気になる嫁さん（1971年、NTV）
- 連続テレビ小説（NHK）
  - 藍より青く（1972年 - 1973年）
  - 春よ、来い（1994年）
- 花王 愛の劇場 / 月よりの使者（1972年、TBS / C.A.L） - 広田晴子
- 水戸黄門 （TBS / C.A.L）
  - 第3部 第22話「消えた姫君 -下関-」（1972年4月24日） - 梅乃
  - 第18部 第31話「邪剣砕いた献上刀 -鎌倉」（1989年4月17日） - おとく
  - 第21部 第3話「頑固比べで縁結び -小浜-」（1992年4月20日） - お浜
  - 第23部 第20話「悪を糺した神楽面 -浜田-」（1994年12月19日） - おたね
  - 第30部 第7話「津軽と南部両藩公に物申す! -津軽-」（2002年2月18日） - ふじ
- 太陽にほえろ!（NTV）
  - 第5話「48時間の青春」（1972年） - 上坂松江（藤沢清の母親）
  - 第146話「親と子のきずな」（1975年） - 浅井敏恵
  - 第304話「バスジャックの日」（1978年） - 大木水江
  - 第332話「冬の訪問者」（1978年） - 白木夫人
  - 第383話「兄貴」（1979年） - 北上夫人
  - 第409話「英雄」（1980年） - 岸本夫人
  - 第565話「正義に拳銃を向けた男」（1983年） - 岡崎夫人の妹
  - 第587話「殺人広告」（1984年） - 神村夫人
  - 第712話「小鳥のさえずり」（1986年） - 一条香津子
- 土曜グランド劇場
  - 後妻の泣きどころ（1973年6月30日） - 清子
  - 気分は名探偵（1984年） - 河野保江
- 追跡 第2話「天使の賭け」（1973年、KTV）
- ジャンボーグA 第34話「死神からの殺人予告電話!」（1973年、NET） - 宮川郁子
- バーディー大作戦 第50話「神出鬼没! おしゃれ泥棒」（1975年、TBS） - 大西先生
- 座頭市物語 第23話「心中あいや節」（1975年、CX） - おきく
- 遠山の金さん 第1シリーズ 第25話「死神を封じ込め!!」（1976年、NET） - お豊
- Gメン'75（TBS）
  - 第47話「終バスの女子高校生殺人事件」（1976年） - 三浦春子の母
  - 第82話「刑法240条 強盗殺人罪」（1976年） - 片桐絹枝
  - 第102話「思春期病棟」（1977年） - 前川刑事夫人
  - 第114話「極秘捜査・赤ちゃん誘拐!」（1977年） - めぐみの養母
  - 第134話「移動交番爆破事件」（1977年） - 草野刑事の姉
  - 第162話「女子大生と警官の異常な関係」（1978年） - リサの母親
  - 第178話「速水刑事を撃つ男たち」（1978年） - 西郷巡査の妻
  - 第353話「白衣の天使連続殺人事件」（1982年） - 今井タエ
- 土曜ワイド劇場（ANB）
  - 田舎刑事 第1作「時間よ止まれ」（1977年） - 文子
  - じゅく年夫婦探偵・新婚旅行は殺人旅行」（1982年）
  - 7人のOLが行く! 第2作「神秘の島バリ編 連続殺人の熱い夜!!」（1995年） - 北条かやの
- 人形佐七捕物帳 第14話「朝泳ぐ女」（1977年、ANB） - お妻
- 破れ奉行 第16話「隼人よ静かに死ね」（1977年、ANB） - お邦
- 飢餓海峡（1978年、CX）
- ゆうひが丘の総理大臣（1978年 - 1979年、NTV） - 柴田良次の母
- 大空港 第26話「真実の愛 空港ホテル殺人事件の謎を追え!」（1979年、CX） - 松本パイロットの妻
- 阿修羅のごとく（1979年 - 1980年、NHK） - 土屋友子
- 明日の刑事 第67話「高校入試殺人事件」（1979年、TBS）
- 江戸の激斗 第11話「魔の影」（1979年、CX） - 朝比奈信千代の母
- 突然の明日-(1980年、TBS)
- 大捜査線 第14話「エンゼルの怒り」（1980年、CX）
- 木曜ゴールデンドラマ / さすらいの甲子園（1980年、NTV）
- ザ・ハングマン 燃える事件簿 第12話「高速道路にコンクリート詰め」（1981年、ABC） - 新川夫人
- 火曜サスペンス劇場（NTV）
  - 球形の荒野（1981年） - 亮子
  - 女監察医・室生亜季子
    - 第4作「哀しき母子鑑定」（1988年） - 下部良子
    - 第18作「時効ナシ」（1995年） - 野口ふさ子

  - 浅見光彦ミステリー 第7作「備後路殺人事件」（1990年） - 美也子の母
  - 救急指定病院 第8作「糖尿病の老婦人の点滴にインシュリンを混入した悪意の影」（1997年）
- 時代劇スペシャル 怪談牡丹燈籠 （1982年、CX） - お米
- 水曜時代劇 / 御宿かわせみ（1980年 - 1981年、NHK）
- ライオン奥様劇場 / 若葉学習塾（1982年、CX / 東宝）
- 大奥 第27話「塵に咲く花」、第28話「女帝への階段」（1983年、KTV） - お喜世（月光院）の生母
- 暴れん坊将軍シリーズ（ANB / 東映）
  - 暴れん坊将軍II
    - 第29話「かしまし姉妹の盗み酒!」（1983年） - お政
    - 第173話「謀叛人の娘」（1986年） - 喜久

  - 暴れん坊将軍III 第31話「泣くな男だ!がまん坂」（1988年） - お志乃
- 特捜最前線（ANB）
  - 第336話「銀色の爪の娘たち!」（1983年）
  - 第427話「複数誘拐・子供たちは何処へ!」（1985年）
- 金曜ドラマ / 無邪気な関係（1984年、TBS）
- 月曜ワイド劇場 / 女囚犯歴簿 第3作（1984年、ANB）
- ザ・サスペンス / 回転ドアの女（1984年、TBS）
- 金曜女のドラマスペシャル / 完全犯罪の女（1986年、CX）
- はね駒（1986年、NHK） - 小野寺志乃
- 大岡越前（TBS / C.A.L）
  - 第10部 第24話「強請られた娘の秘密」（1988年8月15日） - お清
  - 第14部 第16話「兄が願った妹の幸せ」（1996年10月7日） - 喜和
- 月曜ドラマスペシャル→月曜ミステリー劇場（TBS）
  - 残りの雪（1990年）
  - おとうと（1990年）
  - 弁護士迫まり子の遺言作成ファイル 第5作「告発」（2003年） - 柳川節子
- さすらい刑事旅情編III 第15話「悪徳刑事!?麻薬に溺れた娘」（1991年、ANB）
- 木曜劇場 / 並木家の人々 第5話（1993年、CX）
- 真実一路（2003年、THK） - 丸山芳乃

### 舞台
- 女の一生
- 雨空
- 十三夜
- 華岡青洲の妻
- 初雪
- オスカー
- 毒の香り
- 書く女
- 見よ飛行機の高く飛べるを
- ニュルンベルク裁判
- クロイツェル・ソナタ
- 水の記憶
- 沢氏の二人娘
- おりき